# Etymologiae

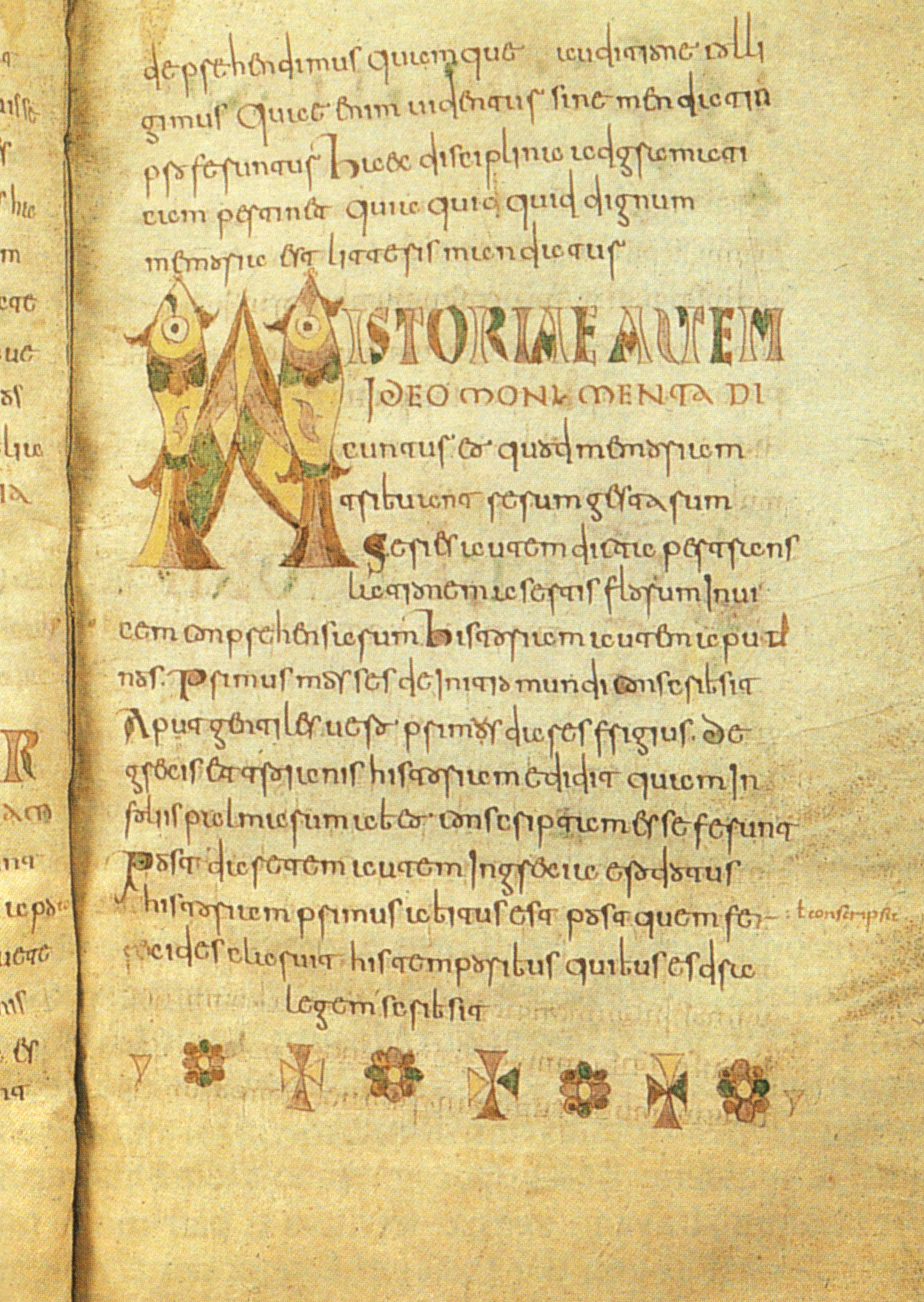
Página da Etymologiae, manuscrito carolíngeo (séc. VIII), Bruxelas, Biblioteca Nacional Belga

Etymologiae (Etimologias, em latim), também conhecido como Origines, geralmente abreviado Orig., foi a primeira enciclopédia escrita na cultura ocidental. Foi compilada por Isidoro de Sevilha (morto em 636) próximo do fim de sua vida, a pedido de seu amigo Bráulio, bispo de Saragoça, a quem Isidoro mandou seu "Codex Inemendatus" ("Livro Ineditado"), que parece ter estado em circulação antes que Bráulio pudesse revisá-lo com uma dedicatória ao falecido rei visigótico Sisebuto. Em parte como consequência disto, três famílias de textos foram distinguidas, incluindo um texto resumido com muitas omissões, e uma versão expandida com interpolações.  

## Visão geral da obra
A Etymologiae apresenta de forma abreviada uma grande parte do conhecimento da antiguidade que os cristãos acharam válido de preservar. Etimologias, frequentemente bastante eruditas e abrangentes, são objeto de apenas um dos vinte livros da enciclopédia. Esta vasta enciclopédia de Isidoro, que sistematiza o conhecimento antigo, inclui assuntos que vão de teologia a móveis e fornecia uma fonte rica de histórias e conhecimentos clássicos para escritores medievais.  
Ao todo, Isidoro cita 154 autores, tanto cristãos quanto pagãos. Muitos dos autores cristãos ele leu no original; dos pagãos, muitos ele consultou em coletâneas já existentes. O bispo Bráulio, a quem Isidoro dedicou o trabalho e mandou para correções, o dividiu em vinte livros.
- Livro I: de grammatica; Trivium: gramática
- Livro II: de rhetorica et dialectica; Trivium: retórica e dialética
- Livro III: de mathematica; Quadrivium: matemática, geometria, música, astronomia
- Livro IV: de medicina; medicina
- Livro V: de legibus et temporibus; lei e cronologia
- Livro VI: de libris et officiis ecclesiasticis; Livros e ofícios eclesiásticos
- Livro VII: de deo, angelis et sanctis; Deus, anjos e santos: hierarquias de céu e terra
- Livro VIII: de ecclesia et sectis; A Igreja Católica Romana e os judeus e seitas heréticas, filósofos (pagãos), profetas e sibilas
- Livro IX: de linguis, gentibus, regnis, militia, civibus, affinitatibus; Linguagem, povos, reinos, cidades e títulos
- Livro X: de vocabulis; etimologia
- Livro XI: de homines et portentis; Humanidade, potestades e transformações
- Livro XII: de animalibus; Animais e pássaros
- Livro XIII: de mundo et partibus; O mundo físico, átomos, elementos, fenómenos naturais
- Livro XIV: de terra et partibus; Geografia: Terra, Ásia, Europa, Líbia, ilhas, promontórios, montanhas, cavernas
- Livro XV: de aedificiis et agris; Prédios públicos, trabalhos públicos, estradas
- Livro XVI: de lapidibus et metallis; metais e pedras
- Livro XVII: de rebus rusticis; Agricultura
- Livro XVIII: de bello et ludis; Termos de guerra, jogos, jurisprudência
- Livro XIX: de navibus, aedificiis et vestibus; Navios, casas e roupas
- Livro XX: de domo et instrumentis domesticis; Comida, ferramentas e artes decorativas

"O entusiasmo de um editor arrefece pela descoberta que o livro de Isidoro é na realidade um mosaico de peças emprestadas de autores prévios, sacros e profanos, freqüentemente 'ipsa verba' sem alterações", notou W. M. Lindsay em 1911, tendo editado recentemente Isidoro para a Clarendon Press, com a observação adicional, entretanto, de que uma parte dos textos citados foi perdida. No segundo livro, onde trata de dialética e retórica, Isidoro deve muito às traduções a partir do grego feitas por Boécio, e tratando de lógica, Cassiodoro, que forneceu o tom do tratamento dado por Isidoro à aritmética no Livro III. Caelius Aurelianus contribuiu generosamente àquela parte do quarto livro que trata de medicina. A visão de Isidoro da lei romana no quinto livro é baseada no compêndio visigótico chamado Breviário de Alarico, que é baseado no Código de Teodósio, ao qual Isidoro nunca teve acesso. Através da paráfrase condensada de Isidoro uma memória de segunda mão da lei romana passou ao início da Idade Média. Lactâncio é o autor mais citado no décimo primeiro livro, que trata do homem. O décimo segundo, décimo terceiro e décimo quarto livros são baseados em grande parte nos escritos de Plínio e Solino; ao passo que o Prata perdido de Suetônio, que pode ser parcialmente remontado a partir de suas passagens citadas no Etymolgiae, parece ter inspirado o plano geral do "Etymologiae", bem como muitos de seus detalhes. 

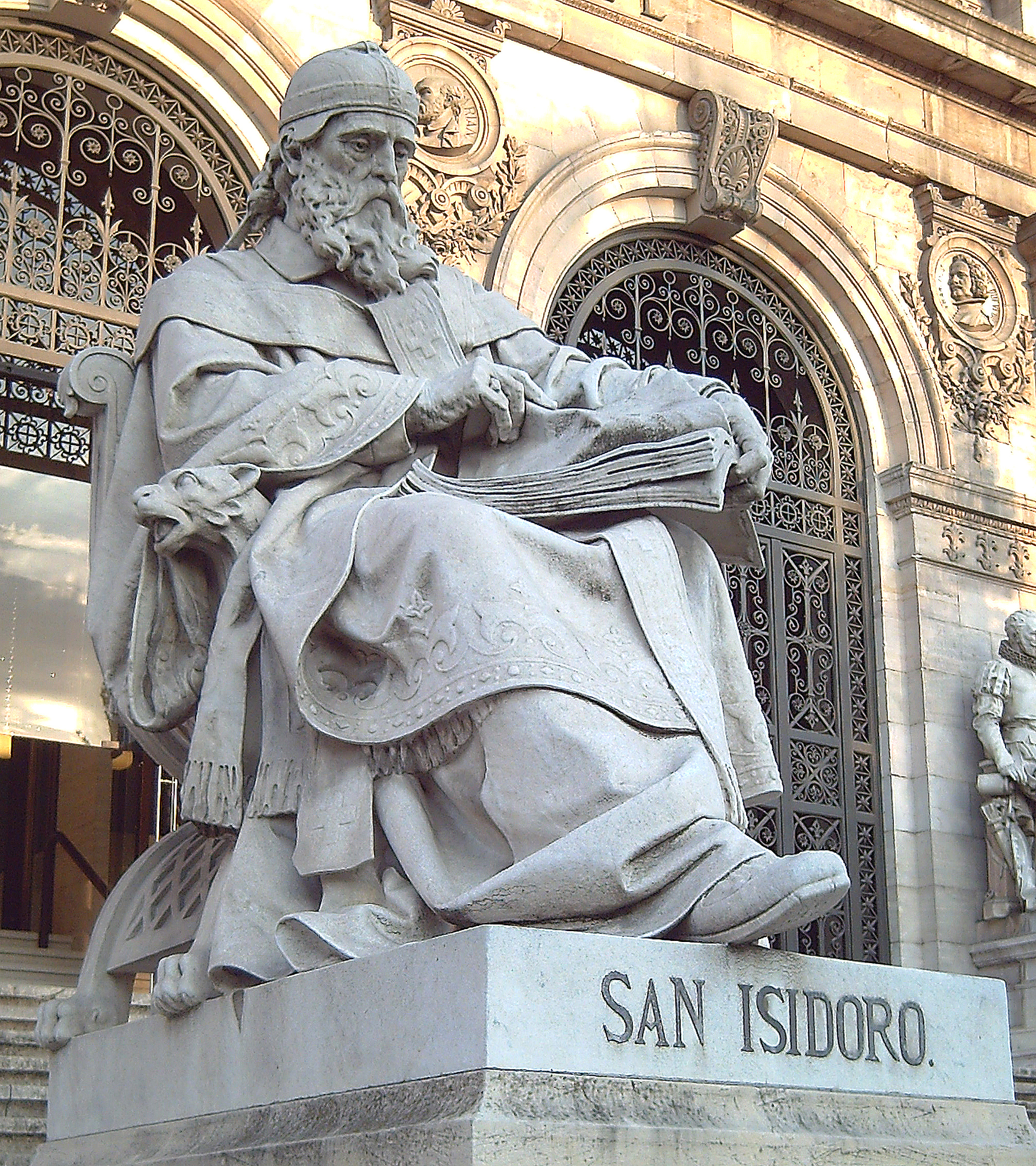
Estátua de Isidoro de Sevilha em Madri (J. Alcoverro, 1892).

Durante a Idade Média o Etymologiae foi o livro texto mais utilizado, em tão alta estima como um repositório do conhecimento clássico que seu uso substituiu em grande parte o uso dos trabalhos individuais dos próprios clássicos, cujos textos completos não estavam mais sendo copiados e acabaram por perder-se. Este livro não foi apenas o compêndio mais popular em bibliotecas medievais mas também foi impresso em pelo menos dez edições entre 1470 e 1530, mostrando a popularidade contínua de Isidoro no Renascimento, rivalizando Vicente de Beauvais.
Um mapa estilizado baseado no Etymologiae foi impresso em 1472 em Augsburg, mostrando o mundo como uma roda. O continente da Ásia estava povoado pelos descendentes de Sem (ou Shem), a África pelos descendentes de Cam e a Europa pelos descendentes de Jafé, filhos de Noé. Este mapa reflete a visão de mundo do século VI de Isidoro; hoje sabemos que, embora indubtavelmente bastante lido, Isidoro não estava sempre correto em suas conjecturas.

## A forma da Terra
Isidoro ensinava na Etymologiae que a Terra era redonda. O sentido do que ensinava era ambíguo e alguns autores acreditam que ele estava se referindo a uma Terra no formato de um disco; seus outros escritos deixam claro, entretanto, que ele considera a Terra como sendo globular. Ele também considerou a possibilidade de pessoas vivendo nas antípodas, considerando-as como lendárias e notando que não havia evidência para sua existência. A analogia do formato de disco de Isidoro continuou a ser usada ao longo da Idade Média por autores que favoreciam claramente a ideia de uma Terra esférica, como por exemplo o bispo do século IX Rabanus Maurus que comparava a parte habitável do hemisfério norte (o clima temperado do norte de Aristóteles) com uma roda, imaginado como uma fatia da esfera completa.

## Modernidade

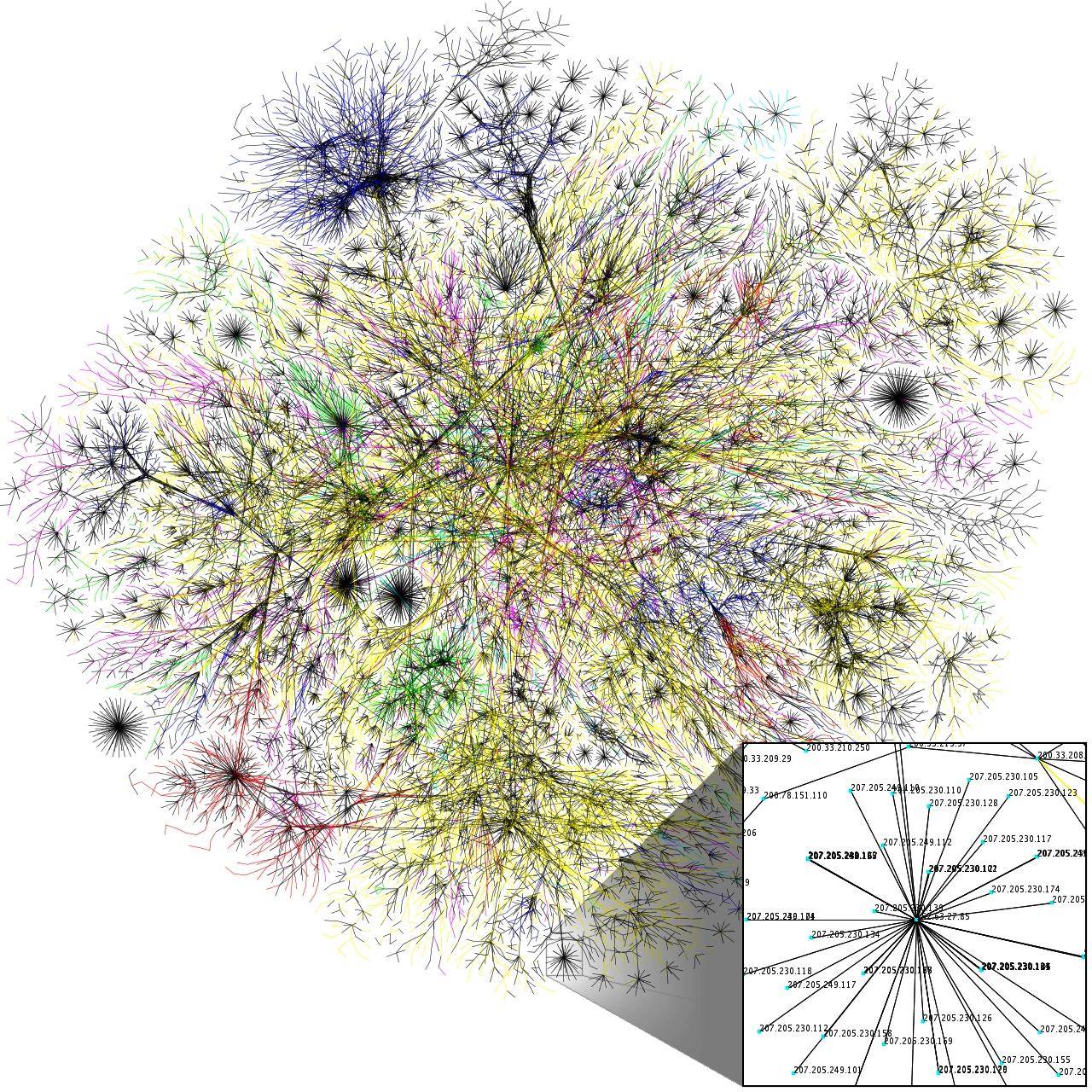
Enciclopédia como rede de conhecimento: o Papa João Paulo II considerou nomear Isidoro de Sevilha como padroeiro da Internet.

No The Daily Telegraph, Peter Jones compara Etymologiae à Internet:
Alguém poderia pensar que Isidoro, Bispo de Sevilha, 600–636 d.C., já havia sofrido o bastante ao ver o projeto de administração estudantil informatizado de Oxford, planeado desde 2002, receber o seu nome. Mas, cinco anos antes, o Papa João Paulo II agravou sua sorte ao propor (evidentemente) nomeá-lo como padroeiro da Internet.
Foi, com efeito, uma escolha tentadora. As Etimologias de Isidoro, publicadas em 20 livros após a sua morte, eram uma enciclopédia de todo o conhecimento humano, enriquecida com as suas próprias derivações dos termos técnicos relevantes ao assunto em questão. À parte as derivações, o conteúdo foi extraído quase que inteiramente de fontes de segunda ou terceira mão […], nada foi verificado, e muito dele era pura balela — em outras palavras, a Internet, em essência.

Da mesma forma, a obra de Isidoro foi fenomenalmente influente em todo o Ocidente durante mil anos, "um livro básico" da Idade Média, como disse um estudioso, apenas superado pela Bíblia. Escrita em latim simples, era tudo o que um homem precisava para ter acesso a tudo o que queria saber sobre o mundo, mas nunca ousou perguntar, desde os 28 tipos de substantivos comuns até os nomes das vestimentas femininas. Hoje, uma conexão à Internet cumpre precisamente o mesmo propósito.

## Manuscritos
- Biblioteca da Abadia de São Gall
  - Cod. Sang. 232 lib. XI–XX (9th c.)
  - Cod. Sang. 237 (9th c.)

O Codex Gigas do século XIII, o maior manuscrito medieval em existência, contém uma cópia do Etymologiae.